# Laufer Hütte
Die Laufer Hütte ist eine Schutzhütte der Sektion Lauf des Deutschen Alpenvereins (DAV). Sie liegt am nordwestlichen Rand der Hersbrucker Schweiz in Deutschland. Es handelt sich um eine Selbstversorgerhütte mit Bewirtschaftung an den Wochenenden.

## Geschichte
Die Sektion in Lauf an der Pegnitz besteht seit 1950. Die Hütte konnte man 1972 erwerben, wiederholt wurde sie erweitert (zuletzt 2012).

## Lage
Die Laufer Hütte liegt auf einer Höhe von 500 m in der Hersbrucker Schweiz, bei Betzenstein. Die Stadt gilt mit nur 850 Einwohnern als eine der kleinsten Städte in Bayern.

## Zustieg
- Vom Parkplatz in Betzenstein, erreicht man die Hütte nach 30 m.[3]

## Nachbarhütten
- Falkenberghaus der Sektion Erlangen
- Düsselbacher Hütte der Sektion Schwabach
- Haus Egerland der Sektion Eger und Egerland[4]

## Tourenmöglichkeiten
- Laufer Hüttenweg. Es handelt sich um einen ca. 34 km langen Wanderweg von Lauf zur Sektionshütte in Betzenstein. Gehzeit 7,5 Std.
- Rund um Betzenstein (7 km) Ausgangspunkt: Parkplatz unterhalb der Laufer Hütte.
- Von Betzenstein zur Ruine Stierberg, 10,7 km, 3,25 Std.
- Betzenstein – Klaus Kirche – Hexentor – Buchnerhöhle – Wassersteintor -Wasserstein – Höhlenmalerei – Hüll – Berghäusel, 7,3 km, 2 Std.
- Rundwanderweg: Betzenstein – Stierberg – Strahlenfels – Reuthof – Betzenstein, Länge: 14 km, Gehzeit 4 Std.[5]

## Klettermöglichkeiten
Rund um Betzenstein und Plech befinden sich interessante Kletterfelsen, die Kletterrouten aller Schwierigkeitsgrade bieten.

## Karten
- Fritsch Karten: Nr. 65, Naturpark Fränkische Schweiz. ISBN 3-86116-065-X
Nr. 53, Blatt Süd, Veldensteiner Forst, Hersbrucker Alb. ISBN 3-86116-053-6
Nr. 72, Hersbrucker Alb in der Frankenalb, Pegnitz- und Hirschbachtal. ISBN 3-86116-072-2.